# Gambrinus liga 2006/2007
Sezóna 2006/07 Gambrinus ligy je 14. sezónou v samostatné české lize. Začala 29. července 2006 a skončila 27. května 2007. Mistrem se stala Sparta Praha, která díky výhře v Poháru ČMFS získala první „double“ v historii samostatné 1. ligy. Sestoupily Příbram a Slovácko.

## Tabulka
| Poř. | Tým                            | Z  | V  | R  | P  | VG | OG | B  |
| ---- | ------------------------------ | -- | -- | -- | -- | -- | -- | -- |
| 1.   | AC Sparta Praha (P)            | 30 | 18 | 8  | 4  | 44 | 20 | 62 |
| 2.   | SK Slavia Praha                | 30 | 17 | 7  | 6  | 44 | 23 | 58 |
| 3.   | FK Mladá Boleslav              | 30 | 17 | 7  | 6  | 48 | 27 | 58 |
| 4.   | FC Slovan Liberec (C)          | 30 | 16 | 10 | 4  | 44 | 22 | 58 |
| 5.   | 1. FC Brno                     | 30 | 13 | 7  | 10 | 34 | 32 | 46 |
| 6.   | FC Viktoria Plzeň              | 30 | 12 | 10 | 8  | 35 | 29 | 46 |
| 7.   | FC Baník Ostrava               | 30 | 12 | 10 | 8  | 43 | 33 | 46 |
| 8.   | FK Teplice                     | 30 | 11 | 9  | 10 | 44 | 39 | 42 |
| 9.   | FK Jablonec 97                 | 30 | 9  | 11 | 10 | 31 | 32 | 38 |
| 10.  | SK Dynamo České Budějovice (N) | 30 | 9  | 7  | 14 | 28 | 46 | 34 |
| 11.  | SK Kladno (N)                  | 30 | 7  | 10 | 13 | 23 | 37 | 31 |
| 12.  | FK SIAD Most                   | 30 | 5  | 16 | 9  | 31 | 41 | 31 |
| 13.  | FC Tescoma Zlín                | 30 | 5  | 12 | 13 | 21 | 34 | 27 |
| 14.  | SK Sigma Olomouc               | 30 | 6  | 8  | 16 | 29 | 43 | 26 |
| 15.  | FK Marila Příbram              | 30 | 3  | 12 | 15 | 15 | 37 | 21 |
| 16.  | 1. FC Slovácko                 | 30 | 3  | 10 | 17 | 20 | 39 | 19 |

- N = nováček (minulou sezónu hrál nižší soutěž a postoupil); C = obhájce titulu; P = vítěz českého poháru

|  | Postup do 3. předkola Ligy mistrů 2007/08 |
|  | Postup do 2. předkola Ligy mistrů 2007/08 |
|  | Postup do 1. kola Poháru UEFA 2007/08     |
|  | Postup do 2. předkola Poháru UEFA 2007/08 |
|  | Postup do Poháru Intertoto 2007           |
|  | Sestup do 2. ligy 2007/08                 |

## Zápasy

### 1.–3. kolo
| 1. kolo (29.–31.7.)     | 1. kolo (29.–31.7.) | 2. kolo (5.–7.8.)       | 2. kolo (5.–7.8.) | 3. kolo (12.–15.8.)  | 3. kolo (12.–15.8.) |
| ----------------------- | ------------------- | ----------------------- | ----------------- | -------------------- | ------------------- |
| Sparta – Kladno         | 0:0                 | Slavia – Teplice        | 3:2 (0:1)         | Jablonec – Sparta    | 0:0                 |
| Jablonec – Most         | 2:2 (1:1)           | Liberec – Baník         | 2:0 (1:0)         | Příbram – Kladno     | 1:0 (1:0)           |
| Příbram – Plzeň         | 1:1 (0:1)           | Olomouc – Č. Budějovice | 0:0               | Ml. Boleslav – Plzeň | 0:0                 |
| Ml. Boleslav – Olomouc  | 2:1 (0:1)           | Brno – Zlín             | 1:0 (0:0)         | Zlín – Most          | 2:1 (1:1)           |
| Zlín – Slovácko         | 1:2 (0:1)           | Slovácko – Ml. Boleslav | 0:2 (0:1)         | Teplice – Slovácko   | 3:2 (0:2)           |
| Teplice – Brno          | 0:0                 | Most – Příbram          | 1:1 (1:1)         | Č. Budějovice – Brno | 0:0                 |
| Č. Budějovice – Liberec | 0:2 (0:1)           | Plzeň – Sparta          | 0:1 (0:1)         | Baník – Olomouc      | 3:1 (2:0)           |
| Baník – Slavia          | 0:2 (0:0)           | Kladno – Jablonec       | 0:1 (0:0)         | Slavia – Liberec     | 0:2 (0:1)           |

### 4.–6. kolo
| 4. kolo (19.–21.8.)     | 4. kolo (19.–21.8.) | 5. kolo (26.–28.8.)      | 5. kolo (26.–28.8.) | 6. kolo (9.–11.9.)     | 6. kolo (9.–11.9.) |
| ----------------------- | ------------------- | ------------------------ | ------------------- | ---------------------- | ------------------ |
| Sparta – Příbram        | 2:1 (0:1)           | Příbram – Jablonec       | 0:1 (0:1)           | Sparta – Zlín          | 2:0 (0:0)          |
| Jablonec – Ml. Boleslav | 0:2 (0:0)           | Ml. Boleslav – Sparta    | 3:0 (2:0)           | Jablonec – Teplice     | 2:1 (0:1)          |
| Olomouc – Liberec       | 0:1 (0:1)           | Zlín – Plzeň             | 1:2 (0:0)           | Příbram – Ml. Boleslav | 1:2 (0:0)          |
| Brno – Slavia           | 1:0 (1:0)           | Teplice – Most           | 2:2 (1:0)           | Brno – Baník           | 2:1 (0:0)          |
| Slovácko – Baník        | 1:2 (1:0)           | Č. Budějovice – Slovácko | 1:0 (1:0)           | Slovácko – Liberec     | 0:1 (0:0)          |
| Most – Č. Budějovice    | 1:2 (1:0)           | Baník – Kladno           | 5:1 (4:0)           | Most – Slavia          | 2:0 (0:0)          |
| Plzeň – Teplice         | 2:0 (0:0)           | Slavia – Olomouc         | 3:0 (2:0)           | Plzeň – Olomouc        | 2:0 (0:0)          |
| Kladno – Zlín           | 0:0                 | Liberec – Brno           | 0:0                 | Kladno – Č. Budějovice | 2:1 (0:0)          |

### 7.–9. kolo
| 7. kolo (16.–18.9.)      | 7. kolo (16.–18.9.) | 8. kolo (23.–25.9.)    | 8. kolo (23.–25.9.) | 9. kolo (30.9.–2.10.)  | 9. kolo (30.9.–2.10.) |
| ------------------------ | ------------------- | ---------------------- | ------------------- | ---------------------- | --------------------- |
| Ml. Boleslav – Kladno    | 2:0 (0:0)           | Sparta – Č. Budějovice | 3:0 (3:0)           | Zlín – Jablonec        | 0:0                   |
| Zlín – Příbram           | 1:0 (1:0)           | Jablonec – Liberec     | 1:1 (0:1)           | Teplice – Ml. Boleslav | 2:0 (0:0)             |
| Teplice – Sparta         | 1:1 (1:0)           | Příbram – Teplice      | 0:3 (0:3)           | Č. Budějovice – Plzeň  | 2:1 (2:1)             |
| Č. Budějovice – Jablonec | 1:0 (1:0)           | Ml. Boleslav – Zlín    | 2:0 (1:0)           | Baník – Příbram        | 1:1 (1:1)             |
| Baník – Plzeň            | 1:1 (1:0)           | Slovácko – Brno        | 0:0                 | Slavia – Sparta        | 0:0                   |
| Slavia – Slovácko        | 0:0                 | Most – Baník           | 2:1 (1:0)           | Liberec – Kladno       | 4:1 (1:0)             |
| Liberec – Most           | 3:0 (1:0)           | Plzeň – Slavia         | 0:4 (0:3)           | Olomouc – Slovácko     | 2:1 (1:1)             |
| Olomouc – Brno           | 1:0 (0:0)           | Kladno – Olomouc       | 3:2 (3:0)           | Brno – Most            | 1:1 (1:1)             |

### 10.–12. kolo
| 10. kolo (14.–16.10.)        | 10. kolo (14.–16.10.) | 11. kolo (21.–23.10.)   | 11. kolo (21.–23.10.) | 12. kolo (28.–30.10.)   | 12. kolo (28.–30.10.) |
| ---------------------------- | --------------------- | ----------------------- | --------------------- | ----------------------- | --------------------- |
| Sparta – Baník               | 3:0 (3:0)             | Teplice – Kladno        | 2:0 (2:0)             | Sparta – Brno           | 2:0 (2:0)             |
| Jablonec – Olomouc           | 2:0 (1:0)             | Č. Budějovice – Příbram | 2:1 (0:1)             | Jablonec – Baník        | 1:1 (0:1)             |
| Příbram – Liberec            | 1:0 (1:0)             | Baník – Zlín            | 1:0 (1:0)             | Příbram – Olomouc       | 1:1 (1:0)             |
| Ml. Boleslav – Č. Budějovice | 4:2 (2:1)             | Slavia – Jablonec       | 2:2 (1:2)             | Ml. Boleslav – Slavia   | 1:3 (0:1)             |
| Zlín – Teplice               | 1:4 (1:0)             | Liberec – Plzeň         | 4:1 (3:0)             | Zlín – Liberec          | 0:0                   |
| Most – Slovácko              | 2:0 (0:0)             | Olomouc – Most          | 2:0 (0:0)             | Teplice – Č. Budějovice | 1:3 (1:3)             |
| Plzeň – Brno                 | 1:1 (1:0)             | Brno – Ml. Boleslav     | 2:0 (0:0)             | Plzeň – Most            | 1:1 (0:0)             |
| Kladno – Slavia              | 0:1 (0:0)             | Slovácko – Sparta       | 0:1 (0:0)             | Kladno – Slovácko       | 2:1 (1:0)             |

### 13.–15. kolo
| 13. kolo (4.–6.11.)  | 13. kolo (4.–6.11.) | 14. kolo (11.–13.11.) | 14. kolo (11.–13.11.) | 15. kolo (18.–20.11.)  | 15. kolo (18.–20.11.) |
| -------------------- | ------------------- | --------------------- | --------------------- | ---------------------- | --------------------- |
| Č. Budějovice – Zlín | 1:1 (0:0)           | Sparta – Olomouc      | 1:0 (1:0)             | Baník – Teplice        | 1:1 (1:1)             |
| Baník – Ml. Boleslav | 2:0 (1:0)           | Jablonec – Plzeň      | 2:1 (1:1)             | Slavia – Č. Budějovice | 2:0 (0:0)             |
| Slavia – Příbram     | 1:1 (0:0)           | Příbram – Slovácko    | 1:1 (0:1)             | Liberec – Ml. Boleslav | 1:1 (0:0)             |
| Liberec – Sparta     | 0:0                 | Ml. Boleslav – Most   | 2:1 (1:0)             | Olomouc – Zlín         | 3:0 (1:0)             |
| Olomouc – Teplice    | 1:1 (1:1)           | Zlín – Slavia         | 1:2 (0:0)             | Brno – Příbram         | 2:0 (0:0)             |
| Brno – Jablonec      | 3:2 (1:0)           | Teplice – Liberec     | 3:0 (0:0)             | Slovácko – Jablonec    | 1:1 (1:1)             |
| Slovácko – Plzeň     | 0:2 (0:0)           | Č. Budějovice – Baník | 2:2 (1:0)             | Most – Sparta          | 1:1 (0:0)             |
| Most – Kladno        | 1:3 (0:2)           | Kladno – Brno         | 3:0 (2:0)             | Plzeň – Kladno         | 1:1 (1:1)             |

### 16.–18. kolo
| 16. kolo (25.–27.11.)   | 16. kolo (25.–27.11.) | 17. kolo (2.–4.12.)     | 17. kolo (2.–4.12.) | 18. kolo (10.–12.3.) | 18. kolo (10.–12.3.) |
| ----------------------- | --------------------- | ----------------------- | ------------------- | -------------------- | -------------------- |
| Teplice – Slavia        | 2:4 (0:3)             | Kladno – Sparta         | 0:2 (0:1)           | Sparta – Jablonec    | 0:3 (0:1)            |
| Baník – Liberec         | 1:1 (0:0)             | Most – Jablonec         | 3:1 (2:0)           | Kladno – Příbram     | 0:0                  |
| Č. Budějovice – Olomouc | 2:0 (2:0)             | Plzeň – Příbram         | 2:0 (1:0)           | Plzeň – Ml. Boleslav | 0:0                  |
| Zlín – Brno             | 3:0 (1:0)             | Olomouc – Ml. Boleslav  | 3:1 (1:0)           | Most – Zlín          | 0:0                  |
| Ml. Boleslav – Slovácko | 2:2 (1:2)             | Slovácko – Zlín         | 0:0                 | Slovácko – Teplice   | 2:2 (0:1)            |
| Příbram – Most          | 0:0                   | Brno – Teplice          | 2:2 (0:0)           | Brno – Č. Budějovice | 5:0 (3:0)            |
| Sparta – Plzeň          | 1:0 (0:0)             | Liberec – Č. Budějovice | 2:0 (0:0)           | Olomouc – Baník      | 1:3 (1:2)            |
| Jablonec – Kladno       | 3:0 (1:0)             | Slavia – Baník          | 2:1 (0:0)           | Liberec – Slavia     | 0:1 (0:0)            |

### 19.–21. kolo
| 19. kolo (17.–19.3.)    | 19. kolo (17.–19.3.) | 20. kolo (31.3.–2.4.)    | 20. kolo (31.3.–2.4.) | 21. kolo (7.–9.4.)     | 21. kolo (7.–9.4.) |
| ----------------------- | -------------------- | ------------------------ | --------------------- | ---------------------- | ------------------ |
| Příbram – Sparta        | 0:2 (0:2)            | Jablonec – Příbram       | 0:0                   | Zlín – Sparta          | 2:0 (1:0)          |
| Ml. Boleslav – Jablonec | 2:0 (1:0)            | Sparta – Ml. Boleslav    | 4:1 (0:0)             | Teplice – Jablonec     | 1:0 (0:0)          |
| Liberec – Olomouc       | 2:1 (1:0)            | Plzeň – Zlín             | 2:0 (0:0)             | Ml. Boleslav – Příbram | 2:1 (2:0)          |
| Slavia – Brno           | 2:1 (0:1)            | Most – Teplice           | 0:0                   | Baník – Brno           | 1:2 (0:2)          |
| Baník – Slovácko        | 1:0 (0:0)            | Slovácko – Č. Budějovice | 0:1 (0:1)             | Liberec – Slovácko     | 1:1 (1:0)          |
| Č. Budějovice – Most    | 0:0                  | Kladno – Baník           | 1:1 (0:0)             | Slavia – Most          | 3:0 (2:0)          |
| Teplice – Plzeň         | 1:2 (1:0)            | Olomouc – Slavia         | 1:2 (0:1)             | Olomouc – Plzeň        | 1:3 (0:1)          |
| Zlín – Kladno           | 0:0                  | Brno – Liberec           | 1:2 (0:0)             | Č. Budějovice – Kladno | 0:2 (0:1)          |

### 22.–24. kolo
| 22. kolo (14.–16.4.)     | 22. kolo (14.–16.4.) | 23. kolo (18.4.)       | 23. kolo (18.4.) | 24. kolo (21.–23.4.)   | 24. kolo (21.–23.4.) |
| ------------------------ | -------------------- | ---------------------- | ---------------- | ---------------------- | -------------------- |
| Kladno – Ml. Boleslav    | 0:0                  | Č. Budějovice – Sparta | 2:0 (0:0)        | Jablonec – Zlín        | 1:1 (0:1)            |
| Příbram – Zlín           | 1:1 (0:0)            | Liberec – Jablonec     | 3:1 (1:1)        | Ml. Boleslav – Teplice | 2:0 (1:0)            |
| Sparta – Teplice         | 2:1 (2:0)            | Teplice – Příbram      | 1:0 (0:0)        | Plzeň – Č. Budějovice  | 2:2 (1:1)            |
| Jablonec – Č. Budějovice | 0:0                  | Zlín – Ml. Boleslav    | 0:2 (0:0)        | Příbram – Baník        | 0:0                  |
| Plzeň – Baník            | 0:1 (0:0)            | Brno – Slovácko        | 1:0 (1:0)        | Sparta – Slavia        | 1:0 (0:0)            |
| Slovácko – Slavia        | 0:0                  | Baník – Most           | 1:0 (1:0)        | Kladno – Liberec       | 0:1 (0:0)            |
| Most – Liberec           | 0:0                  | Slavia – Plzeň         | 0:1 (0:1)        | Slovácko – Olomouc     | 1:0 (0:0)            |
| Brno – Olomouc           | 2:1 (2:1)            | Olomouc – Kladno       | 2:0 (1:0)        | Most – Brno            | 4:2 (2:1)            |

### 25.–27. kolo
| 25. kolo (28.–30.4.)         | 25. kolo (28.–30.4.) | 26. kolo (5.–7.5.)      | 26. kolo (5.–7.5.) | 27. kolo (9.5.)         | 27. kolo (9.5.) |
| ---------------------------- | -------------------- | ----------------------- | ------------------ | ----------------------- | --------------- |
| Baník – Sparta               | 2:2 (1:2)            | Kladno – Teplice        | 0:2 (0:0)          | Brno – Sparta           | 1:2 (0:1)       |
| Olomouc – Jablonec           | 1:1 (1:0)            | Příbram – Č. Budějovice | 1:0 (0:0)          | Baník – Jablonec        | 3:0 (2:0)       |
| Liberec – Příbram            | 5:1 (4:1)            | Zlín – Baník            | 0:0                | Olomouc – Příbram       | 0:0             |
| Č. Budějovice – Ml. Boleslav | 0:3 (0:1)            | Jablonec – Slavia       | 1:0 (0:0)          | Slavia – Ml. Boleslav   | 1:1 (1:0)       |
| Teplice – Zlín               | 1:0 (0:0)            | Plzeň – Liberec         | 0:1 (0:0)          | Liberec – Zlín          | 2:2 (0:2)       |
| Slovácko – Most              | 1:1 (1:1)            | Most – Olomouc          | 1:1 (1:0)          | Č. Budějovice – Teplice | 0:2 (0:1)       |
| Brno – Plzeň                 | 1:2 (1:0)            | Ml. Boleslav – Brno     | 2:0 (0:0)          | Most – Plzeň            | 1:1 (1:1)       |
| Slavia – Kladno              | 0:0                  | Sparta – Slovácko       | 3:1 (1:1)          | Slovácko – Kladno       | 0:1 (0:1)       |

### 28.–30. kolo
| 28. kolo (12.–15.5.) | 28. kolo (12.–15.5.) | 29. kolo (19.5.)      | 29. kolo (19.5.) | 30. kolo (27.5.)       | 30. kolo (27.5.) |
| -------------------- | -------------------- | --------------------- | ---------------- | ---------------------- | ---------------- |
| Zlín – Č. Budějovice | 2:1 (0:1)            | Olomouc – Sparta      | 0:2 (0:0)        | Teplice – Baník        | 1:2 (1:1)        |
| Ml. Boleslav – Baník | 2:0 (1:0)            | Plzeň – Jablonec      | 1:0 (0:0)        | Č. Budějovice – Slavia | 1:2 (0:2)        |
| Příbram – Slavia     | 0:2 (0:1)            | Slovácko – Příbram    | 2:0 (2:0)        | Ml. Boleslav – Liberec | 4:0 (0:0)        |
| Sparta – Liberec     | 1:1 (1:1)            | Most – Ml. Boleslav   | 1:1 (1:0)        | Zlín – Olomouc         | 1:1 (0:0)        |
| Teplice – Olomouc    | 2:2 (1:1)            | Slavia – Zlín         | 2:1 (0:0)        | Příbram – Brno         | 0:1 (0:1)        |
| Jablonec – Brno      | 0:1 (0:1)            | Liberec – Teplice     | 2:0 (2:0)        | Jablonec – Slovácko    | 3:1 (0:0)        |
| Plzeň – Slovácko     | 2:0 (2:0)            | Baník – Č. Budějovice | 5:1 (4:0)        | Sparta – Most          | 5:0 (2:0)        |
| Kladno – Most        | 2:2 (2:1)            | Brno – Kladno         | 1:0 (0:0)        | Kladno – Plzeň         | 1:1 (0:1)        |

## Střelci
| - 16 gólů - Luboš Pecka (Mladá Boleslav) - 13 gólů - Edin Džeko (Teplice) - 13 gólů - David Střihavka (Baník) - 12 gólů - Libor Došek (Sparta) - 11 gólů - Luděk Zelenka (Brno) - Stanislav Vlček (Slavia) - 10 gólů - Vojtěch Schulmeister (Olomouc) - 9 gólů - Tomáš Krbeček (Plzeň) - 8 gólů - František Rajtoral (Baník) - 7 gólů - Ladislav Volešák (České Budějovice) - David Lafata (Jablonec) - Jan Kysela (Mladá Boleslav) - Martin Fillo (Plzeň) - Pavel Fořt (Slavia) - Marek Kulič (Sparta) - 6 gólů - Jan Blažek (Liberec) - Radim Holub (Mladá Boleslav) - Michal Gašparík (Most) - David Kalivoda (Slavia) - 5 gólů - Jan Nezmar, Tomáš Zápotočný (Liberec) - Adam Varadi (Baník) - Ivo Táborský (České Budějovice) - Pavel Veleba (Kladno) - Alexandre Mendy (Most) - Lukáš Jarolím (Slavia) - Miroslav Matušovič (Sparta) - 4 góly - Ivan Hodúr, Petr Papoušek, Daniel Pudil (Liberec) - Tomáš Janotka, Tarciso Rogeiro Pereira Melinho (Olomouc) - Daniel Kolář, Jan Rezek (Sparta) - Rudolf Otepka, Michal Polodna (Příbram) - Filip Dort, Martin Fenin (Teplice) - Petr Pavlík (Brno) - Jaroslav Černý (České Budějovice) - Jan Svátek (Jablonec) - Tomas Radzinevičius (Kladno) - Jan Rajnoch (Mladá Boleslav) | - 4 góly (pokračování) - Aleš Pikl (Most) - David Limberský (Plzeň) - Tomáš Hrdlička (Slavia) - Jan Kraus (Zlín) - 3 góly - Tomáš Jirsák, Martin Klein, Karel Kroupa, Jiří Sabou, Vlastimil Stožický (Teplice) - Martin Kuncl, Tomáš Polách, Marek Střeštík (Brno) - Petr Smíšek, Róbert Zeher (Jablonec) - Václav Kalina, Miroslav Kousal (Kladno) - Michal Hubník, Tomáš Randa (Olomouc) - Milan Ivana, Filip Racko (Slovácko) - Václav Činčala, Ivo Zbožínek (Zlín) - Lukáš Magera (Baník) - Jan Holenda (České Budějovice) - Zbyněk Pospěch (Liberec) - 2 góly - Miroslav Baranek, Milan Fukal, Filip Klapka, Luboš Loučka, Dušan Nulíček, Jiří Valenta (Jablonec) - Adam Brzezina, Petr Jendruščák, Ondřej Prášil, Jan Procházka, Horst Siegl (Most) - Tomáš Borek, Marek Jarolím, Radek Pilař, Martin Psohlavec, Petr Trapp (Plzeň) - Maroš Klimpl, František Metelka, Tomáš Mičola, Petr Tomašák (Baník) - Martin Abraham, Marián Palát, Tomáš Poláček, Adrian Rolko (Mladá Boleslav) - Pavel Horváth, Karol Kisel, Mauro Lustrinelli, Tomáš Sivok (Sparta) - Jiří Adamec, David Homoláč, Karel Poborský (České Budějovice) - Miloš Brezinský, Tomáš Frejlach, Pavel Košťál (Liberec) - Petr Janda, Tomáš Necid, Michal Švec (Slavia) - Vítězslav Brožík, Radek Görner, Petr Kaspřák (Slovácko) - Pavel Vrána, René Wagner (Brno) - Jiří Kaciáň, Radek Šelicha (Kladno) - Josef Jindřišek, Vojtěch Štěpán (Olomouc) - Martin Bača, Bronislav Červenka (Zlín) - Petr Lukáš (Teplice) - 1 gól - Michal Dian, Tomáš Janíček, Josef Lukaštík, David Šmahaj, Jaroslav Švach, Martin Vyskočil, Marek Zúbek, Libor Žůrek (Zlín) - Daniel Huňa, Tomáš Kaplan, Miloslav Penner, Emil Rilke, Martin Sviták, Radek Šindelář, Lukáš Vaculík (Příbram) - Michal Macek, Tomáš Pešír, Tomáš Pilař, Václav Štípek, Martin Vozábal, Martin Zbončák (Most) - Petr Benát, Michal Doležal, Josef Kaufman, Pavel Krmaš, Jan Štohanzl, Pavel Verbíř (Teplice) - David Bystroň, Petr Cigánek, Martin Lukeš, Tomáš Marek, Radek Slončík (Baník) - Aleš Besta, Mario Holek, Ondřej Mazuch, Tomáš Okleštěk, Milan Pacanda (Brno) - Vladimír Malár, Pavel Malcharek, Martin Müller, Ferenc Róth, Petr Šíma (Plzeň) - Michel Fernando Costa, Bořek Dočkal, Gaúcho, Matej Krajčík, Dušan Švento (Slavia) - Juraj Ančic, Tomáš Jun, Štěpán Kučera, Zdeněk Pospěch, Jan Šimák (Sparta) - Milan Petržela, Jan Vošahlík, Jozef Weber, Petr Zábojník (Jablonec) - Tomáš Čáp, Josef Hamouz, Lukáš Killar, Dave Simpson (Kladno) - Jaroslav Dittrich, Milan Kopic, Jan Riegel, Tomáš Sedláček (Mladá Boleslav) - Jiří Bílek, Winston Parks, Peter Šinglár (Liberec) - Tiago Bernardi, Pavel Němčický, Jan Šimáček (Slovácko) - Ladislav Onofrej, Peter Šedivý, Aleš Škerle (Olomouc) - Jiří Peroutka (České Budějovice) |

## Statistiky
- Celkem diváků: 1 173 298
- Průměr na zápas: 4 889 diváků
- Nejvyšší návštěva: 20 565 diváků, 24. kolo AC Sparta Praha – SK Slavia Praha
- Nejvyšší průměrná návštěvnost: 10 611 diváků na zápas – AC Sparta Praha
- Nejnižší návštěva: 1 620 diváků, 30. kolo FK Marila Příbram – 1.FC Brno

## Soupisky mužstev
- V závorce za jménem je uveden počet utkání a branek, u brankářů ještě počet čistých kont

### AC Sparta Praha
Jaromír Blažek (29/0/15),
Tomáš Grigar (1/0/1),
Tomáš Poštulka (1/0/0) –
Juraj Ančic (3/0),
Libor Došek (26/12),
Václav Drobný (6/0),
Ondřej Herzán (2/0),
Jiří Homola (8/0),
Pavel Horváth (20/2),
Luboš Hušek (17/0),
Tomáš Jun (19/1),
Michal Kadlec (23/0),
Karol Kisel (21/2),
Daniel Kolář (27/4),
Tomáš Kóňa (1/0),
Štěpán Kučera (10/0),
Marek Kulič (13/7),
Petr Lukáš (4/0),
Mauro Lustrinelli (12/3),
Pavel Mareš (2/0),
Miroslav Matušovič (27/5),
Zdeněk Pospěch (28/1),
Jan Rezek (19/2),
Tomáš Řepka (25/0),
Tomáš Sivok (12/2),
Ludovic Sylvestre (19/0),
Jan Šimák (18/0),
Radoslav Zabavník (23/0) –
trenér Stanislav Griga (1.–5. kolo) a Michal Bílek (6.–30. kolo), asistenti Róbert Paldan a Miroslav Jirkal (1.–5. kolo), Jan Stejskal (celou sezónu) a Horst Siegl a Zdenko Frťala (6.–30. kolo)

### SK Slavia Praha
Matúš Kozáčik (16/0/6),
Michal Vorel (14/0/6) –
Ante Aračić (14/0),
Michel Fernando Costa (4/1),
Bořek Dočkal (6/1),
Radek Dosoudil (17/0),
Pavel Fořt (17/7),
Gaúcho (22/1),
Tomáš Hrdlička (27/4),
David Hubáček (29/0),
Tomáš Jablonský (3/0),
Petr Janda (19/2),
Lukáš Jarolím (28/5),
David Kalivoda (18/6),
Matej Krajčík (24/1),
Karel Kratochvíl (1/0),
Martin Latka (18/0),
Tomáš Necid (13/2),
Radim Nečas (4/0),
Ľubomír Reiter (2/0),
Jiří Studík (4/0),
Marek Suchý (16/0),
Michal Švec (21/2),
Dušan Švento (29/1),
Ivo Táborský (1/0),
Aleš Urbánek (10/0),
Lukáš Vácha (1/0),
Stanislav Vlček (30/11),
Jan Vorel (11/0) –
trenér Karel Jarolím, asistenti Petr Vrabec, Miroslav Janů, Luboš Přibyl a Pavel Řehák (18.–30. kolo)

### FK Mladá Boleslav
Pavel Kučera (6/0/0),
Miroslav Miller (24/0/15) –
Martin Abraham (24/2),
Miloš Brezinský (8/1),
David Brunclík (6/0),
Jaroslav Dittrich (12/1),
Radim Holub (23/6),
Ngasanya Ilongo (2/0),
Milan Kopic (13/1),
Marek Kulič (15/0),
Jan Kysela (20/7),
Marek Matějovský (29/0),
Petr Mikolanda (7/0),
Jaroslav Nesvatba (5/0),
Michal Ordoš (7/0),
Marián Palát (27/2),
Luboš Pecka (29/16),
Tomáš Poláček (23/2),
Jan Rajnoch (22/4),
Jan Riegel (6/1),
Adrian Rolko (24/2),
Tomáš Sedláček (23/1),
František Ševinský (28/0),
Jaromír Šmerda (12/0),
Lukáš Vaculík (12/1),
Jiří Vít (7/0) –
trenér Dušan Uhrin, asistenti Petr Čuhel a Marek Juska

### FC Slovan Liberec
Marek Čech (17/0/10),
Zbyněk Hauzr (13/0/4) –
Juraj Ančic (7/1),
Jiří Bílek (30/1),
Jan Blažek (24/6),
Miloš Brezinský (11/2),
Joao Francisco de Sales (5/0),
Jakub Dohnálek (8/0),
Tomáš Frejlach (13/2),
Josef Hamouz (5/0),
Ivan Hodúr (24/4),
Radek Hochmeister (11/0),
Jan Holenda (13/2),
Tomáš Janů (25/0),
Michal Jonáš (7/0),
Pavel Košťál (29/2),
Jiří Liška (5/0),
Aleš Maršner (1/0),
Milan Matula (12/0),
Jan Nezmar (13/5),
Petr Papoušek (28/4),
Winston Parks (17/2),
Jan Polák (4/0),
Zbyněk Pospěch (15/3),
Daniel Pudil (26/3),
Daniel Řehák (1/0),
Fernando Henrique Boldrin Rick (5/0),
Peter Šinglár (27/1),
Ján Vlasko (2/0),
Tomáš Zápotočný (17/5) –
trenér Vítězslav Lavička, asistenti Josef Petřík, Milan Zach a Milan Veselý

### 1. FC Brno
Tomáš Bureš (11/0/5),
Libor Hrdlička (2/0/0),
Martin Lejsal (18/0/8) –
Aleš Besta (28/1),
Jaroslav Černý (3/0),
Sašo Ǵoreski (5/0),
Mario Holek (21/1),
Filip Chlup (9/0),
Luboš Kalouda (8/0),
Martin Kuncl (14/3),
Ondřej Mazuch (25/1),
Pavel Mezlík (4/0),
Martin Nosko (3/0),
Tomáš Okleštěk (19/1),
Milan Pacanda (19/1),
Zdeněk Partyš (11/0),
Petr Pavlík (28/4),
Tomáš Polách (27/3),
František Schneider (2/0),
Patrik Siegl (30/0),
Pavel Simr (2/0),
Marek Střeštík (22/3),
Martin Švejnoha (11/0),
Jan Trousil (27/0),
Karel Večeřa (5/0),
Pavel Vrána (10/1),
René Wagner (23/2),
Luděk Zelenka (29/11) –
trenér Josef Mazura, asistenti Miroslav Soukup a Rostislav Horáček

### FC Viktoria Plzeň
Michal Daněk (30/0/10) –
Aleš Bednář (7/0),
Tomáš Borek (22/2),
Martin Fillo (28/7),
Marek Jarolím (25/2),
Martin Knakal (14/0),
Petr Knakal (5/0),
Tomáš Krbeček (28/9),
David Limberský (21/4),
Vladimír Malár (20/1),
Pavel Malcharek (10/1),
Martin Müller (16/1),
Radek Pilař (17/2),
Václav Procházka (29/0),
Martin Psohlavec (10/2),
Tomáš Rada (20/0),
Jiří Razým (1/0),
Jan Rezek (6/2),
Ferenc Róth (6/0),
Michal Smejkal (11/0),
Marek Smola (26/0),
Petr Šíma (23/1),
Petr Trapp (21/2),
Michal Veselý (1/0),
Jan Zakopal (22/0) –
trenér Michal Bílek (1.–5. kolo) a Stanislav Levý (6.–30. kolo), asistenti Michal Petrouš, Zdenko Frťala (1.–5. kolo), Pavel Průša a Zdeněk Bečka (18.–30. kolo)

### FC Baník Ostrava
Antonín Buček (5/0/2),
Martin Raška (17/0/2),
Petr Vašek (10/0/4) –
Pavel Besta (19/0),
David Bystroň (26/1),
Petr Cigánek (12/1),
Petr Čoupek (20/0),
Josef Hoffmann (12/0),
Maroš Klimpl (27/2),
Martin Lukeš (25/1),
Lukáš Magera (27/3),
Tomáš Marek (30/1),
František Metelka (19/2),
Tomáš Mičola (22/2),
Vladimír Mišinský (11/0),
Aleš Neuwirth (2/0),
Petr Pavlík (1/0),
František Rajtoral (27/8),
Radim Řezník (10/0),
Radek Slončík (14/1),
Zdeněk Staněk (2/0),
David Střihavka (28/13),
Jan Svatonský (2/0),
Petr Tomašák (12/2),
Adam Varadi (24/5),
Libor Žůrek (12/1) –
trenér Karel Večeřa, asistenti Karel Kula, Libor Pala (1.–17. kolo), Svatopluk Schäfer a František Mikulička (18.– 30. kolo)

### FK Teplice
Tomáš Belic (6/0/2),
Jakub Dvořák (3/0/0),
Patrik Kolář (1/0/0),
Tomáš Poštulka (15/0/5),
Martin Slavík (7/0/2) –
Petr Benát (14/1),
Vítězslav Brožík (1/0),
Michal Doležal (27/1),
Filip Dort (24/4),
Petr Dragoun (5/0),
Edin Džeko (30/13),
Martin Fenin (28/4),
Jan Franc (1/0),
Tomáš Hunal (14/0),
Tomáš Jirsák (27/3),
Josef Kaufman (21/1),
Martin Klein (28/3),
Pavel Krmaš (20/1),
Karel Kroupa (12/3),
Petr Lukáš (20/2),
Samir Merzić (6/0),
Lukáš Ohněník (1/0),
Jiří Pimpara (1/0),
Emil Rilke (5/0),
Antonín Rosa (1/0),
Jiří Sabou (26/3),
Vlastimil Stožický (14/3),
Ondřej Szabo (1/0),
Jan Štohanzl (20/1),
Michal Valenta (16/0),
Pavel Verbíř (15/1) –
trenéři Vlastimil Mareček (1.–17. kolo) a Jiří Bartl (18.–30. kolo), asistenti Jiří Bartl (1.–17. kolo), Vladimír Počta a Michal Horňák (18.–30. kolo)

### FK Jablonec 97
Michal Špit (30/0/10) –
Miroslav Baranek (27/2),
Pavel Eliáš (13/0),
Jan Flachbart (11/0),
Milan Fukal (23/2),
Adam Hloušek (12/0),
Jiří Homola (11/0),
Miroslav Hozda (1/0),
Richard Hrotek (1/0),
Luboš Hušek (5/0),
Josef Jindřišek (17/2),
Filip Klapka (15/2),
Michal Kordula (14/0),
Štěpán Kučera (16/1),
Jaroslav Laciga (17/0),
David Lafata (17/7),
Luboš Loučka (25/2),
Dušan Nulíček (12/2),
Pavel Patka (1/0),
Jaroslav Peškar (3/0),
Milan Petržela (24/1),
Petr Smíšek (27/3),
Jan Svátek (11/0),
Jiří Šisler (1/0),
Jiří Valenta (15/2),
Jan Vošahlík (5/0),
Jozef Weber (26/2),
Petr Zábojník (23/1),
Róbert Zeher (10/2) –
trenér Petr Rada, asistenti Zdeněk Klucký a Radim Straka

### SK Dynamo České Budějovice
Miroslav Filipko (17/0/5),
Zdeněk Křížek (13/0/4) –
Lukáš Adam (1/0),
Jiří Adamec (22/2),
Libor Baláž (10/0),
Jakub Bureš (8/0),
Jaroslav Černý (21/4),
Ivan Dvořák (21/0),
Jan Gruber (16/0),
Jan Holenda (11/1),
David Homoláč (20/2),
David Horejš (22/0),
Jiří Hrbáč (10/0),
Jiří Jeslínek (8/0),
Jiří Kladrubský (29/0),
Michal Mácha (1/0),
Michal Mašát (1/0),
Václav Mrkvička (19/0),
Zdeněk Ondrášek (1/0),
Jiří Peroutka (19/1),
Jaromír Plocek (27/0),
Karel Poborský (12/2),
Jiří Pravda (2/0),
Jiří Skála (12/0),
Tomáš Stráský (2/0),
Jan Svátek (16/4),
Ivo Táborský (21/5),
Martin Tischler (3/0),
Ladislav Volešák (27/7),
Michael Žižka (25/0) –
trenér František Cipro, asistent Jiří Jurásek

### SK Kladno
David Bičík (7/0/2),
Peter Kostolanský (7/0/1),
Roman Pavlík (13/0/6),
Petr Vašek (4/0/0) –
Vít Beneš (1/0),
Tomáš Cigánek (26/0),
Tomáš Čáp (19/1),
Peter Drozd (14/0),
Marian Farbík (11/0),
Josef Galbavý (4/0),
Marcel Gecov (8/0),
Patrik Gross (8/0),
Lukáš Hajník (1/0),
Josef Hamouz (13/1),
David Hlava (9/0),
Jiří Kaciáň (17/2),
Václav Kalina (28/3),
Lukáš Killar (28/1),
Miloslav Kousal (25/3),
Karel Kratochvíl (10/0),
Lukáš Michal (3/0),
Vladislav Palša (5/0),
Vladimír Pončák (15/0),
Tomas Radzinevičius (23/4),
Dave Simpson (15/1),
Tomáš Strnad (26/0),
Radek Šelicha (24/2),
Jan Šimůnek (29/0),
Pavel Veleba (21/5),
Chris Williams (2/0) –
trenér Miroslav Koubek, asistenti Stanislav Hejkal a Filip Toncar

### FK SIAD Most
Martin Svoboda (4/0/0),
Martin Vaniak (26/0/7) –
Camargo da Silva Andrei (1/0),
Abdelhak Boutasgount (3/0),
Adam Brzezina (25/2),
Michal Gašparík (29/6),
André Hainault (20/0),
Petr Jendruščák (21/2),
Jiří Jeslínek (1/0),
Petr Johana (1/0),
Jiří Krejčí (15/0),
Michal Macek (13/1),
Alexandre Mendy (22/5),
Vincent Mendy (1/0),
Jiří Novotný (4/0),
Tomáš Pešír (24/1),
Aleš Pikl (22/4),
Tomáš Pilař (13/1),
Ondřej Prášil (23/2),
Jan Procházka (27/2),
Lukáš Schut (19/0),
Horst Siegl (5/2),
Martin Suchý (17/0),
Jaroslav Škoda (17/0),
Václav Štípek (11/0),
Vitali Trubila (10/0),
Martin Vozábal (13/1),
Martin Zbončák (28/1) –
trenér Zdeněk Ščasný, asistenti Jan Štefko, Martin Luger a Horst Siegl (1.–5. kolo)

### FC Tescoma Zlín
Vít Baránek (5/0/1),
Aleš Kořínek (8/0/1),
Zdeněk Zlámal (19/0/8) –
Martin Bača (18/2),
Martin Bielik (3/0),
Bronislav Červenka (29/2),
Václav Činčala (22/3),
Michal Dian (7/1),
Radim Ditrich (5/0),
Tomáš Dujka (2/0),
Pavel Elšík (1/0),
Marian Farbík (9/0),
Tomáš Janíček (19/1),
Jan Jelínek (9/0),
Jan Kraus (26/4),
Josef Lukaštík (20/1),
Lukáš Opiela (21/0),
Miloslav Penner (9/0),
David Šmahaj (27/1),
Jaroslav Švach (26/1),
Vlastimil Vidlička (27/0),
Vít Vrtělka (22/0),
Martin Vyskočil (12/1),
Václav Zapletal (13/0),
Ivo Zbožínek (29/3),
Marek Zúbek (15/1),
Jan Žemlík (5/0),
Libor Žůrek (10/0) –
trenér Petr Uličný (1.–14. kolo) a Pavel Hoftych (15.–30. kolo), asistenti Alois Skácel (1.–17. kolo) a Marek Kalivoda

### SK Sigma Olomouc
Tomáš Lovásik (12/0/3),
Jan Vojáček (18/0/3) –
Jiří Barcal (2/0),
Lukáš Bodeček (1/0),
Luis Rodriguez Cléber (8/0),
Jan Flachbart (11/0),
René Formánek (4/0),
Lukáš Hartig (14/1),
Radek Hochmeister (6/0),
Martin Horáček (10/0),
Tomáš Hořava (6/0),
Michal Hubník (13/3),
Roman Hubník (16/0),
Martin Hudec (6/0),
Aleš Chmelíček (5/0),
Tomáš Janotka (24/4),
Josef Jindřišek (13/0),
Marek Kašťák (7/0),
Petr Kobylík (3/0),
Martin Komárek (14/0),
Michal Kovář (1/0),
Radim König (1/0),
Ivo Krajčovič (2/0),
Melinho (25/4),
Radek Nepožitek (1/0),
Ladislav Onofrej (22/1),
Vladimír Peška (4/0),
Jakub Petr (2/0),
Martin Pulkert (24/0),
Tomáš Randa (28/3),
Filip Rýdel (24/0),
Vojtěch Schulmeister (25/9),
Peter Šedivý (6/1),
Aleš Škerle (17/1),
Vojtěch Štěpán (23/2),
Pavel Šultés (3/0),
Michal Vepřek (16/0) –
trenér Vlastimil Palička (1.–4. kolo) a Vlastimil Petržela (5.–30. kolo), asistent Jiří Fryš

### FK Marila Příbram
Lukáš Paleček (1/0/0),
Oldřich Pařízek (30/0/8) –
Pavel Bartoš (9/0),
Tomáš Doležal (1/0),
Pavel Eismann (9/0),
René Formánek (16/0),
Jan Halama (15/0),
Martin Hašek (17/0),
Tomáš Hunal (11/0),
Daniel Huňa (26/0),
Marek Jungr (12/0),
Tomáš Kaplan (8/1),
Michal Klesa (11/0),
Michal Kropík (7/0),
Michal Lesák (18/0),
Martin Leština (6/0),
Marcel Mácha (19/0),
Jakub Navrátil (23/0),
Staníslav Nohýnek (6/0),
Rudolf Otepka (29/4),
Karol Partika (1/0),
Jan Penc (7/0),
Miloslav Penner (13/1),
Tomáš Pilík (8/0),
Lukáš Pleško (5/0),
Miroslav Podrazký (9/0),
Michal Polodna (16/4),
Emil Rilke (9/1),
Jakub Řezníček (6/0),
Martin Sviták (22/1),
Radek Šindel (14/1),
Vítězslav Škácha (1/0),
Jaromír Šmerda (11/0),
Daniel Tarczal (1/0),
Dušan Tesařík (1/0),
Lukáš Vaculík (9/1),
Jan Vošahlík (13/1) –
trenér Pavel Tobiáš (1.–7. kolo), František Barát (8.–17. kolo) a Jiří Kotrba (18.–30. kolo), asistenti Karel Krejčí a František Kopač (8.–30. kolo)

### 1. FC Slovácko
Petr Drobisz (28/0/6),
Tomáš Fryšták (1/0/0),
Václav Marek (2/0/0) –
Tiago Henrique Consoni Bernardi (10/1),
Vítězslav Brožík (18/2),
Jaroslav Diviš (1/0),
Petr Dragoun (9/0),
Petr Filipský (9/0),
Radek Görner (24/2),
Ondřej Honka (5/0),
Tomáš Ineman (15/0),
Milan Ivana (25/4),
Petr Kaspřák (23/2),
Lukáš Kubáň (10/0),
Ondřej Kúdela (18/0),
Ondřej Lysoněk (21/0),
Vladimír Malár (6/0),
Pavel Malcharek (8/0),
Jakub Mareš (14/0),
Pavel Němčický (26/1),
Václav Ondřejka (2/0),
Filip Racko (23/3),
Jan Rajnoch (5/0),
Ferenc Róth (16/1),
Petr Spazier (1/0),
Jiří Studík (2/0),
Petr Stýskala (6/0),
Jan Šimáček (15/0),
Zdeněk Šturma (7/0),
Darko Šuškavčević (27/0),
Martin Vozábal (14/0),
Pavel Vrána (15/1),
Pavel Vrba (7/0),
Róbert Zeher (6/1) –
trenér Jiří Plíšek (1.–13. kolo) a Pavel Malura (14.–30. kolo), asistenti Pavel Malura (1.–13. kolo), Luděk Klusáček (1.–17. kolo), Pavel Hoftych (1.–14. kolo), Ivan Ondruška a Martin Hřídel (18.–30. kolo)